# Vyšná Kamenica
Vyšná Kamenica (Hongaars: Felsőkemence) is een Slowaakse gemeente in de regio Košice, en maakt deel uit van het district Košice-okolie.
Vyšná Kamenica telt 249 inwoners.